# Kindertotenlieder
Kindertotenlieder (Canções sobre a Morte das Crianças) é um  ciclo de canções para voz e orquestra composto por Gustav Mahler, sobre poemas escritos por Friedrich Rückert.
O Kindertotenlieder original era um grupo de 428 poemas escritos por  Rückert em 1833–34 durante a comoção por que passou com a perda de dois de seus filhos em um intervalo de dezesseis dias. Mahler selecionou cinco dos poemas  para seus Lieder, compostos entre 1901 e 1904.
As canções foram compostas no estilo romântico tardio de Mahler, e o humor e sentimento que expressam é exatamente aquele implícito pelo título. A canção final termina em tom maior e sentimento de transcendência.
A pungência do ciclo é ampliada pelo fato da Mahler, quatro anos depois, ter perdido sua filha de quatro anos, Maria, vítima de febre amarela. Ele escreveu  a Guido Adler: "Coloco-me na situação de quem perdeu um filho. Quando de fato perdi a minha, jamais poderia compor estas canções."

## Canções
1. "Nun will die Sonn' so hell aufgeh'n"
2. "Nun seh' ich wohl, warum so dunkle Flammen"
3. "Wenn dein Mütterlein"
4. "Oft denk' ich, sie sind nur ausgegangen"
5. "In diesem Wetter!"

## Intérpretes e apresentação
A obra é destinada a um solista vocal (as notas são apropriadas para um barítono ou meio-soprano) e orquestra consistindo de piccolo, 2 flautas, 2 oboés, corne inglês, 2 clarinetes, clarinete baixo, 2 fagotes, contrafagote, 4 trompas, tímpanos, glockenspiel, tam-tam, celesta, harpa, e as cordas usuais: seção de primeiros e segundos violinos, violas, cellos, e contrabaixos. 
A respeito da apresentação o compositor escreveu: "estas cinco canções foram compostas como unidade inseparável, e sua apresentação em continuidade não deve ser desrespeitada".
As Kindertotenlieder estrearam em Viena em 29 de Janeiro de 1905. Friedrich Weidemann foi o solista, o compositor regeu. A obra dura cerca de vinte minutos.

## Letras
"Nun will die Sonn' so hell aufgeh'n"
Nun will die Sonn' so hell aufgeh'n
als sei kein Unglück die Nacht gescheh'n.
Das Unglück geschah nur mir allein.
Die Sonne, sie scheinet allgemein.
Du musst nicht die Nacht in dir verschränken
musst sie ins ew'ge Licht versenken.
Ein Lämplein verlosch in meinem Zelt,
Heil sei dem Freudenlicht der Welt.
"Nun seh' ich wohl, warum so dunkle Flammen"
Nun seh' ich wohl, warum so dunkle Flammen
ihr sprühtet mir in manchem Augenblicke.
O Augen, gleichsam, um in einem Blicke
zu drängen eure ganze Macht zusammen.
Doch ahnt' ich nicht, weil Nebel mich umschwammen,
gewoben vom verblendenden Geschicke,
daß sich der Strahl bereits zur Heimkehr schicke,
dorthin, von wannen alle Strahlen stammen.
Ihr wolltet mir mit eurem Leuchten sagen:
Wir möchten nah dir immer bleiben gerne!
Doch ist uns das vom Schicksal abgeschlagen.
Sieh' recht uns an, denn bald sind wir dir ferne!
Was dir noch Augen sind in diesen Tagen:
In künft'gen Nächten sind es dir nur Sterne.
"Wenn dein Mütterlein"
Wenn dein Mütterlein
tritt zur Tür herein,
und den Kopf ich drehe,
ihr entgegen sehe,
fällt auf ihr Gesicht
erst der Blick mir nicht,
sondern auf die Stelle,
näher nach der Schwelle,
dort, wo würde dein
lieb Gesichten sein.
Wenn du freudenhelle
trätest mit herein,
wie sonst, mein Töchterlein.
Wenn dein Mütterlein
tritt zur Tür herein,
mit der Kerze Schimmer,
ist es mir, als immer
kämst du mit herein,
huschtest hinterdrein,
als wie sonst ins Zimmer!
O du, des Vaters Zelle,
ach, zu schnell
erlosch'ner Freudenschein!
"Oft denk' ich, sie sind nur ausgegangen"
Oft denk' ich, sie sind nur ausgegangen,
bald werden sie wieder nach Hause gelangen.
Der Tag ist schön, o sei nicht bang,
sie machen nur einen weiten Gang.
Ja wohl, sie sind nur ausgegangen,
und werden jetzt nach Hause gelangen.
O, sei nicht bang, der Tag is schön,
sie machen einen Gang zu jenen Höh'n.
Sie sind uns nur voraus gegangen,
und werden nicht wieder nach Hause verlangen.
Wir holen sie ein auf jenen Höh'n
im Sonnenschein, der Tag ist schön,
auf jenen Höh'n
"In diesem Wetter"
In diesem Wetter, in diesem Braus,
nie hätt' ich gesendet die Kinder hinaus;
man hat sie getragen hinaus,
ich durfte nichts dazu sagen!
In diesem Wetter, in diesem Saus,
nie hätt' ich gelassen die Kinder hinaus;
ich fürchtete sie erkranken,
das sind nun eitle Gedanken.
In diesem Wetter, in diesem Graus,
Nie hätt' ich gelassen die Kinder hinaus;
ich sorgte, sie stürben morgen,
das ist nun nicht zu besorgen.
In diesem Wetter, in diesem Graus!
Nie hätt' ich gesendet die Kinder hinaus!
Man hat sie hinaus getragen,
ich durfte nichts dazu sagen!
In diesem Wetter, in diesem Saus, in diesem Braus,
sie ruh'n als wie in der Mutter Haus,
von keinem Sturm erschrecket,
von Gottes Hand bedecket.